# موسکینو

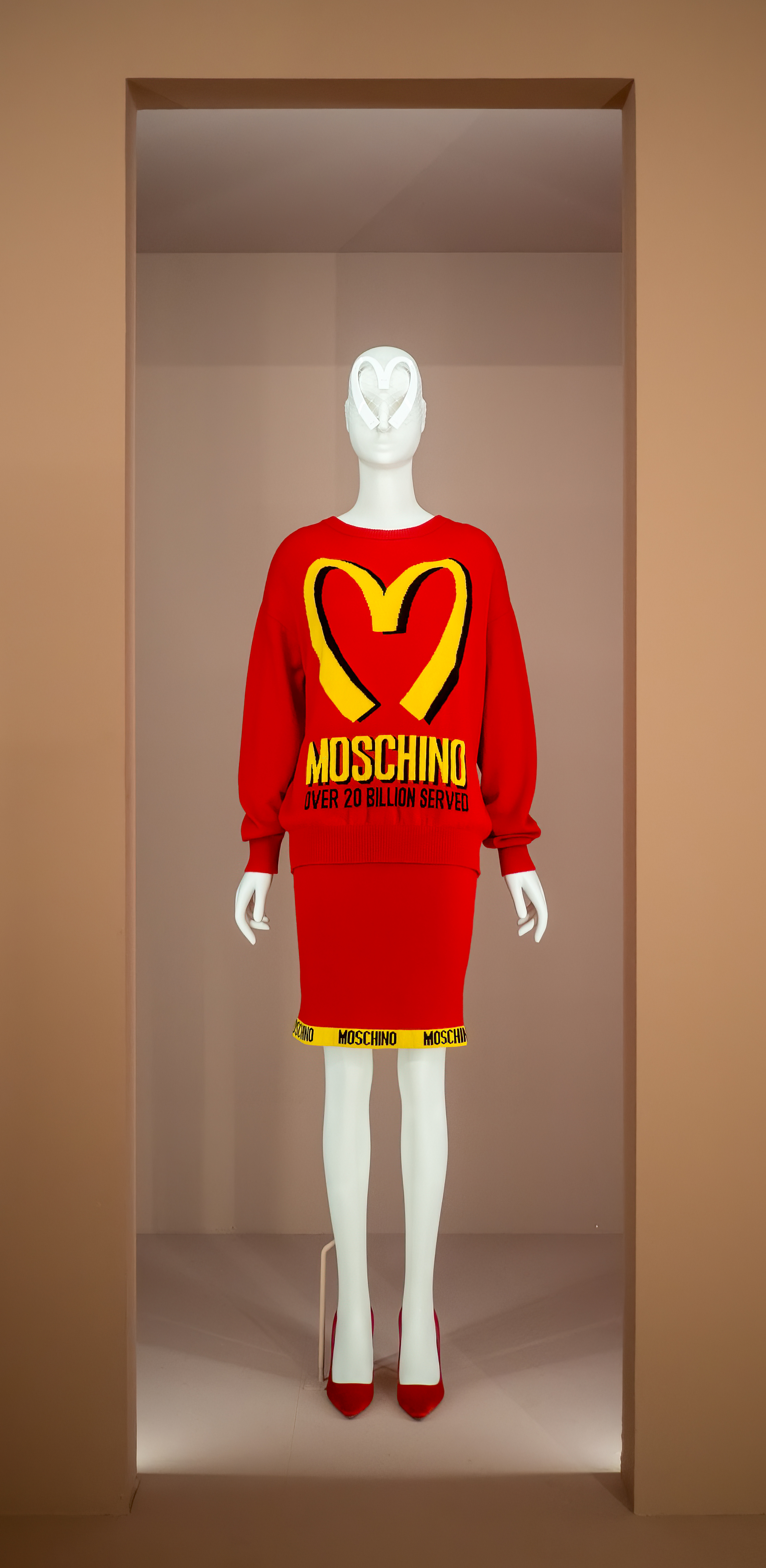
نگاره‌ای از یک مانکن ملبس به پیراهن و دامن (از مجموعهٔ پاییز / زمستان ۲۰۱۹) از خانهٔ مُد موسکینو، در نمایشگاه کمپ: یادداشت‌هایی درباره مد اوت کوتور موسسه مد و لباس آنا وینتور (en) به میزبانی موزه متروپولیتن نیویورک.

موسکینو (انگلیسی: Moschino) شرکت کالای لوکس ایتالیایی است، که در زمینه طراحی مد، تولید کفش و محصولات چرمی، همچنین جواهر، عطر و ساعت فعالیت می‌کند.
موسکینو، سرکش‌ترین و کاریزماتیک‌ترین برند دنیای مد است. موسکینو برندی است که مسیر خودش را می‌رود و اساساً هر کاری دلش بخواهد انجام می‌دهد.
این شرکت در سال ۱۹۸۳ توسط فرانکو موسکینو تأسیس شد. شرکت موسکینو دارای شبکه‌ای از ۱۵۰ فروشگاه در سراسر جهان است،